# Estadio Municipal Benito Juárez
El Estadio Municipal Benito Juárez es uno de los principales recintos deportivos de la comuna de Cerrillos, en la ciudad de Santiago, Chile.
El estadio está equipado con cancha de pasto sintético con sistema de drenaje que se realiza bajo los estándares de la FIFA, gimnasios, camarines, y salas de multiuso además de una  pista atlética de 110 metros de longitud, hecha de caucho.

## Inauguración
El 19 de marzo de 2016, la presidenta Michelle Bachelet junto a la ministra del deporte Natalia Riffo llegaron al estadio para realizar la ceremonia de inauguración del renovado recinto deportivo, en la actividad también participó el diputado de la PPD Pepe Auth, el intendente Metropolitano Claudio Orrego e Iván Zamorano, exfutbolista chileno, quien en su niñez comenzó a entrenar en dicha cancha.

## Uso
El operador y propietario del estadio es la Ilustre Municialidad de Cerrillos, y cada cierto tiempo organiza torneos de futbol para los jóvenes, niños e incluso adultos. Es el principal estadio del equipo de fútbol Deportes Cerrillos. También es uno de los lugares de entrenamiento del club de fútbol americano Lobos de Cerrillos, donde realiza sus partidos de local.